# دنیس (ترانه)
«دنیس» (به انگلیسی: Denis) هم‌چنین شناخته‌شده با «دینی دینی» (به انگلیسی: Denee Denee)، ترانه‌ای از گروه موسیقی موج نو آمریکایی بلاندی است. این ترانه در دومین آلبوم استودیویی گروه، نامه‌های پلاستیکی (۱۹۷۷) قرار گرفت و دومین تک‌آهنگ بریتانیایی پخش‌شدهٔ بلاندی به وسیلهٔ کریسلیس رکوردز بود. این آهنگ که تقلیدی از ترانهٔ موفق سال ۱۹۶۳ «دینیس» از رندی اند ده رینبوز بود، موجب شد که گروه به فروشگاه‌های جهانی راه یابد. نسخهٔ اصلی این ترانه شامل شعری همراه متن ترانهٔ تا قسمتی بالبداهه ساخته‌شده به وسیلهٔ آوازخوان، دبی هری، بود. گرچه کریسلیس اصرار می‌ورزید که گروه این آهنگ را مجدداً با ترجمهٔ صحیح از لحاظ گرامر ضبط کردند، هم گروه و هم ریچارد گاتهرر نسخهٔ اولیه را پسندیدند. هری بر عقیده‌اش در این مورد باقی ماند و نسخهٔ شامل متن «فرانسهٔ دست‌وپاشکسته» عرضه شد. نسخهٔ دوم مجدداً ضبط‌شده نخستین بار در چاپ مجدد نسخهٔ بریتانیایی ۱۹۹۴ ای‌ام‌آی نامه‌های پلاستیکی به عنوان یک ترانهٔ اضافی قرار گرفت.
«دنیس» در فوریهٔ ۱۹۷۸ عرضه شد و به رتبهٔ دو در بریتانیا رسید و به جدول‌های بیست تای برتر در بسیاری از کشورهای اروپایی راه یافت. درست به مانند «او را خرد کن»، این تک‌آهنگ با قالب‌های ۷ و ۱۲ اینچ در بریتانیا منتشر شد و هر دو شامل دو بی-ساید بودند، «تماس در میدان سرخ» از نامه‌های پلاستیکی و «دختران کونگ-فو» از بلاندی. «دنیس» تنها تک‌آهنگی از نامه‌های پلاستیکی بود که در ایالات متحده عرضه می‌شد؛ به همراه «من روی ای هستم» به عنوان یک بی-ساید، اما هیچ‌گاه به جدول‌ها راه نیافت. در ۱۹۸۸، نسخه‌ای بازترکیب‌شده از ترانه، به عنوان تک‌آهنگ اصلی مجموعهٔ بازترکیبی بلاندی/دبی هری، یک بار دیگر به سوی شستن، چاپ شد.

## فهرست آهنگ‌ها
‎UK 7" and 12" (CHS 2204)‎
1. «Denis» (لونسن) – ۲:۱۸
2. «Contact in Red Square» (دستری) – ۲:۰۱
3. «Kung-Fu Girls» (دستری، هری، ولنتاین) – ۲:۳۳

‎US 7" (CHS 2220)‎
1. «Denis» (لونسن) – ۲:۱۸
2. «I'm on E» (هری، استین) – ۲:۱۳

## جدول موسیقی
| جدول (۱۹۷۸) | حد رتبه تعداد هفته در صدر |
| ----------- | ------------------------- |
| هلند        | ۱۳                        |
| بریتانیا    | ۲                         |
| آلمان       | ۶                         |
| اتریش       | ۱۰                        |
| استرالیا    | ۱۲                        |
| سوئد        | ۱۹                        |
| زلاند نو    | ۳۰                        |